# J. D. Vance
James David Vance (nascido James Donald Bowman; Middletown, 2 de agosto de 1984), conhecido pelas suas iniciais JD Vance, é um político norte-americano, que atualmente serve como o 50.º Vice-presidente dos Estados Unidos e acumula as funções de Presidente do Senado dos Estados Unidos. Membro do Partido Republicano, foi senador júnior pelo estado de Ohio de 2023 até renunciar em 2025 para assumir a vice-presidência. Ganhou destaque com seu livro de memórias lançado em 2016 intitulado Hillbilly Elegy (Em português, Lamento De Uma América Em Ruínas) que foi transformado em um filme de mesmo título em 2020.
Vance nasceu em Middletown, Ohio, como James Donald Bowman e adotou o sobrenome "Vance" ao ser criado pelo lado materno da família após o divórcio de seus pais quando era criança. Estudou ciências políticas e filosofia na Universidade Estadual de Ohio antes de obter o título de Juris Doctor pela Yale Law School. Seu livro de memórias, que descreve sua educação em Middletown e os valores de sua família nos Apalaches, tornou-se um best-seller do The New York Times e atraiu atenção significativa da imprensa durante as eleições presidenciais dos Estados Unidos de 2016.
Vance anunciou o início de sua carreira política em 2021, sendo nomeado candidato ao Senado de Ohio pelo Partido Republicano com o endosso do então presidente Donald Trump. Em 2022, derrotou o candidato democrata Tim Ryan nas eleições gerais e assumiu o cargo de senador em janeiro de 2023, sendo a primeira pessoa de Ohio eleita para o cargo sem experiência política desde John Glenn em 1974.
Em julho de 2024, Vance foi escolhido por Trump como candidato a vice-presidente na chapa presidencial do Partido Republicano na eleição presidencial de 2024. Vance foi eleito vice na faixa de Trump nas eleições realizadas em novembro desse mesmo ano. É também o primeiro vice-presidente dos EUA vindo da geração Millennials (Geração Y), sendo nascido em 1984.

## Carreira política

### Posições políticas
Vance foi descrito como um conservador nacionalista, um populista de direita e um sucessor ideológico de paleoconservadores como Pat Buchanan. Ele descreve a si mesmo, e foi descrito por outros, como um membro da direita pós-liberal. Vance citou os escritores Patrick Deneen, Rod Dreher, Curtis Yarvin e J. R. R. Tolkien como influências em suas crenças.
Entre suas posições, Vance é contra o aborto e defende que a legislação sobre o tema deve ser decidida pelos estados individualmente, apesar de já ter indicado que apoiaria uma proibição nacional de até 15 semanas e que o cenário de estupro não deve ser considerado pois "dois erros não fazem um acerto". Ele é a favor da Lei de Defesa do Matrimônio e diz acreditar que casamento é entre homem e mulher, porém não acha que casamento gay é um problema a ser lidado. Também defende uma política de imigração mais restrita, reformas protecionistas e subestima os impactos das mudanças climáticas. Internacionalmente, Vance defende tarifas no comércio com a China e é contra a ajuda financeira dos Estados Unidos para a Ucrânia na guerra contra a Rússia, enquanto apoia ajuda a Israel na Guerra Israel-Hamas.
Vance era veementemente contra Donald Trump durante as eleições de 2016, chamando-o de "repreensível" e "Hitler da América" e ele próprio um "cara que nunca foi Trump", porém desde então se tornou um dos principais aliados do ex-presidente. Em 15 de julho de 2024, durante a Convenção Nacional do Partido Republicano, Vance foi anunciado como companheiro de chapa de Trump na eleição presidencial daquele ano.

### Eleição presidencial de 2024
Vance e Trump acabaram sendo eleitos na eleição presidencial de 2024, por uma boa margem, e em 20 de janeiro de 2025, ao tomarem posse, Vance se tornará o segundo vice-presidente católico da história dos Estados Unidos, depois de Joe Biden.

## Vida pessoal
Em 2013, Vance conheceu Usha Chilukuri, enquanto ambos eram estudantes na Faculdade de Direito de Yale. Em 2014, Vance e Usha se casaram em Kentucky, em uma cerimônia de casamento inter-religiosa, já que ela é hindu e ele cristão.

Vance foi criado em um ramo "conservador e evangélico" do protestantismo. Em setembro de 2016, ele "não era um participante ativo" em nenhuma denominação cristã em particular, mas estava "pensando muito seriamente em se converter ao catolicismo". Em agosto de 2019, Vance foi batizado e crismado na Igreja Católica em uma cerimônia no Priorado de Santa Gertrudes em Cincinnati. Ele escolheu Agostinho de Hipona como seu santo de confirmação. Vance disse que se converteu porque “foi persuadido ao longo do tempo de que o catolicismo era verdadeiro [...] e Agostinho me deu uma maneira de entender a fé cristã de uma forma fortemente intelectual”, descrevendo ainda mais o alinhamento da teologia católica com suas visões políticas. Vance foi influenciado a se converter ao catolicismo por Peter Thiel.